# Because of You (låt av Gustaph)
Because of You är en låt av den belgiska sångaren Gustaph, släppt den 13 januari 2023. Låten var Belgiens bidrag i Eurovision Song Contest 2023 efter att ha vunnit den belgiska uttagningen Eurosong 2023.

## Eurovision Song Contest
Det belgiska sändningsföretaget VRT ansvarade för Belgiens medverkan i Eurovision Song Contest 2023. Sändaren valde att arrangera tävlingen Eurosong 2023 för att välja ut sitt tävlingsbidrag. Tävlingen började den 9 januari 2023 och avslutades med en final den 14 januari. Vinnaren blev Gustaph med "Because of You" och fick därmed representera Belgien i Eurovision Song Contest 2023 i Liverpool.
Låten framfördes i den andra semifinalen där den lyckades kvalificera sig vidare till finalen efter att ha kommit på åttonde plats med 90 poäng. I finalen slutade bidraget på sjunde plats med 182 poäng.